# Хајтстаун (Њу Џерзи)
Хајтстаун (енгл. Hightstown) град је у америчкој савезној држави Њу Џерзи.

## Демографија
По попису из 2010. године број становника је 5.494, што је 278 (5,3%) становника више него 2000. године.
| Група             | 2000.         | 2010.         |
| Белци             | 3.517 (67,4%) | 3.088 (56,2%) |
| Афроамериканци    | 444 (8,5%)    | 442 (8,0%)    |
| Азијати           | 119 (2,3%)    | 224 (4,1%)    |
| Хиспаноамериканци | 1.046 (20,1%) | 1.664 (30,3%) |
| Укупно            | 5.216         | 5.494         |